# Oersted (unidad)
Oersted (símbolo: Oe) es la unidad de la intensidad de campo magnético en el sistema cegesimal. Recibe su nombre del físico danés Hans Christian Ørsted y desde el 1 de enero de 1978 ya no es la unidad oficial, ya que el sistema internacional de unidades usa el Amperio/metro.
La unidad oersted no tiene una equivalencia exacta en el Sistema Internacional, pero se puede expresar en amperios por metro, de esta forma:
{\displaystyle 1\ \mathrm {Oe} ={\frac {1000}{4\pi }}\ \mathrm {A/m} \approx 79{,}577\ \mathrm {A/m} \,}.
Si se multiplica un oersted por la permeabilidad del vacío, se obtiene una inducción magnética de 0,1 mT en el sistema internacional, o 1 G en el sistema de unidades de Gauss:
{\displaystyle \mu _{0}\cdot 1\ \mathrm {Oe} =4\pi \cdot 10^{-7}{\frac {\mathrm {Vs} }{\mathrm {Am} }}\cdot {\frac {1000}{4\pi }}\ {\frac {\mathrm {A} }{\mathrm {m} }}=10^{-4}\ \mathrm {T} =1\ \mathrm {G} \,}.